# 三康図書館
公益財団法人三康文化研究所附属三康図書館（さんこうぶんかけんきゅうじょふぞくさんこうとしょかん）は、東京都港区芝公園にある私立図書館である。1966年（昭和41年）開館。
本項では、前身にあたる財団法人大橋図書館（おおはしとしょかん、1902年 - 1953年）についても解説する。

## 概要
1964年（昭和39年）に増上寺と西武鉄道が共同で設立した、インド学・仏教学に関する研究調査を行う公益財団法人三康文化研究所（さんこうぶんかけんきゅうじょ）の附属図書館であり、宗教・仏教関係書の専門図書館としての性格を持つ。その一方、1953年（昭和28年）に閉館した大橋図書館の旧蔵書18万冊余を受け継いで設立されたという経緯から、総合図書館としての性格も合わせ持っている。
大橋図書館は、博文館創立者の大橋佐平・新太郎父子が1902年（明治35年）に設立した私立の公共図書館であり、その旧蔵書には、江戸時代の版本・写本や、近代の児童書、学習参考書、博文館の発行雑誌など、多数の稀覯本が含まれている。たとえば江戸時代の地図制作者として知られる伊能忠敬の実測原図、『江戸名所図会』の下書き絵などが含まれる。日中戦争から太平洋戦争にかけての戦時中の言論出版統制の中で閲覧禁止処分を受けた「憲秩紊本」1,189冊も含まれている。国際子ども図書館児童書総合目録の参加館の一つである。
所蔵資料のデータベース化作業に追われて対外的な情報発信は弱かったが、Wi-Fiと電源を整備するなどコワーキングスペースとしての利用を呼び掛けているほか、大橋図書館設立120周年にあたる2022年は同館の歴史や江戸時代の料理本についての講演会を企画した。
戦時中の検閲に抵抗し、発禁本約1200冊を収蔵している。
2024年4月24日に、冊子体目録でしか検索できなかった文学書約2万3,300冊をOPACで検索可能としたと発表した。

### 名称
「三康」について、増上寺法主で三康文化研究所初代所長を務めた椎尾弁匡は、「中国では儒道仏三教といい、日本では神儒仏といい、また三国仏教というところから、三康の名を定め」た、と説明している。他に、増上寺の山号「三縁山」の「三」と、増上寺が徳川将軍家の菩提寺であったことから、徳川家康の「康」をとってつけられたものとする説、徳川家康ではなく堤康次郎（西武鉄道会長）の「康」だとする説もある。

## 利用案内
立地
増上寺の裏側、東京タワーの向かい側に位置する。
- JR浜松町駅から徒歩15分
- 都営地下鉄大江戸線赤羽橋駅から徒歩5分
- 都営地下鉄三田線御成門駅・芝公園駅から徒歩10分
- 都営地下鉄浅草線・大江戸線大門駅から徒歩12分
- 東京メトロ日比谷線神谷町駅から徒歩12分
- 東急バス・都営バス「東京タワー」バス停下車、徒歩1分

サービス
年齢制限なし（2021年10月1日より年齢制限撤廃）。ロビーおよび閲覧室内の展示、書庫見学は無料。閲覧室の利用は1回100円、回数券は6枚500円、13枚1000円（高校生以下および18歳未満は無料）。一部の参考図書を除き閉架式。館外貸出不可。電子複写、写真撮影可。
開館時間
9時30分 - 17時（入館、閲覧請求、コピー受付は16時30分まで）
休館日
- 土・日・祝日　※2024年7月より第3土曜日は開館
- 年末年始
- 夏季図書整理期間

年に1回程度、ロビーにおいて館蔵書を利用した「ミニ展示」、蔵書紹介を行っている。
蔵書のインターネット検索は可能だが、2021年度末の時点でも蔵書すべてのデータベース化は完了していない。

### コレクション

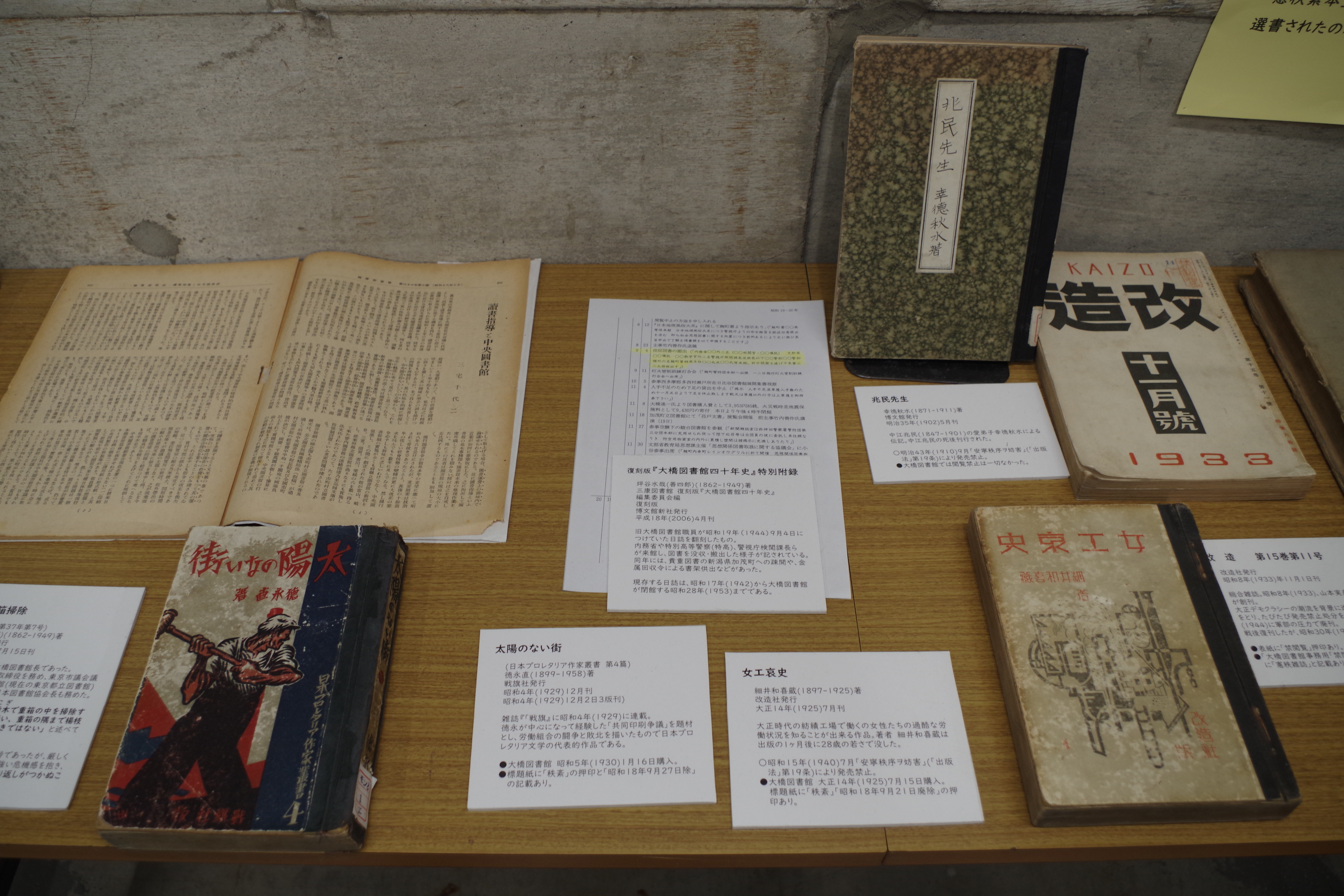
三康図書館の憲秩紊本のコレクション

旧大橋図書館蔵書18万冊自体が一大コレクションを構成している。戦前の児童書・絵本・雑誌を多数所蔵しているほか、大衆文芸書などの「読み捨て」扱いされた本や、パンフレット類なども廃棄せずに所蔵しているのが特徴。
旧大橋図書館蔵書内の特殊コレクションとして、以下のものがある。
水哉文庫
元大橋図書館長坪谷善四郎（号は水哉）の旧蔵書。約130冊。
江見水蔭文庫
江見水蔭の著作および関連書。226冊。
杉村兄弟文庫
杉村楚人冠の早逝した3人の子が収集した詩歌・翻訳文学など。和書255冊、洋書10冊。
杉村随筆文庫
杉村楚人冠旧蔵の隨筆書。208冊。
憲秩紊本
1940年5月、1943年9月に閲覧禁止図書に指定されたが、破棄を免れた図書。約1280冊。
旧大橋図書館蔵書以外のコレクションとしては、以下のものがある。
内田文庫
元三康文化研究所幹事で元裁判官の内田護文旧蔵の法律書。遺族より寄贈。図書約3,970冊、雑誌約30タイトル。
椎尾文庫
増上寺法主で三康文化研究所初代所長を務めた椎尾弁匡旧蔵の仏教書。遺族より寄贈。約9,500冊。
増谷文庫
宗教学者増谷文雄旧蔵の宗教・仏教書。遺族より寄贈。約2,200冊。
湯山文庫
インド哲学・仏教学者の湯山明の旧蔵書。本人より寄贈。図書約13,700冊、雑誌約350タイトル。
竹田宮家文庫
竹田宮家旧蔵書。歴史・地誌・軍事関係書を多く含む。1969年寄贈。約8,400冊。

## 歴史

### 大橋図書館
本館の前身となった大橋図書館は、1902年（明治35年）に、当時日本有数の出版社であった博文館の創設15周年記念事業として、博文館の創立者である大橋佐平・新太郎父子が設立した私立の公共図書館である。「大橋」は創立者の姓に由来し、目黒区立大橋図書館（1970年開館）とは無関係である。

#### 麹町時代（1902-1923年）
1887年（明治20年）に博文館を創設した大橋佐平は、1893年（明治26年）に欧米を視察した際、文化施設としての図書館の重要さを認識し、石黒忠悳、上田万年、田中稲城らの協賛を受けて図書館の設立を計画した。大橋は博文館創設15周年を迎える1902年に計画を公表する予定だったが、胃癌を発病したため、1901年（明治34年）2月、『図書館設立の趣旨』を発表し、文部省に寄付金12万5000円をもって図書館設立のための財団法人設立を出願した。なお、この『趣旨』は、当時博文館社員だった高山樗牛が起草したものとされる。しかし、大橋佐平は計画公表から間もない1901年11月に死去し、事業は佐平の子で、2代目社長となった大橋新太郎に受け継がれる。なお、大橋佐平は死去1月前に定めた家憲『大橋共全会規約』によって、財団法人大橋図書館については「大橋家ノ子孫ハ該財団法人ノ協議員ト共ニ永遠ニ其大成ヲ期スベシ」としていた。
図書館は麹町区上六番町44番地（現在の千代田区三番町。北緯35度41分28.4秒 東経139度44分29.5秒）の大橋家私邸（旧川上操六邸、現在の東京家政学院大学千代田三番町キャンパス附近）内に設立された。開館時の建物（1902年6月7日竣工）は、建坪約112坪（延べ建坪267坪）、本館は木造2階建で、2階に普通閲覧室（168席）、1階に新聞雑誌閲覧室（100席）が置かれていた。2階には女性専用の婦人室も設けられていた。また、書庫は煉瓦造3階建で、15万冊が収容可能とされていた。
1902年5月25日、大橋佐太郎は財団法人大橋図書館の設立を出願し、6月11日に許可された。大橋図書館は博文館創設15周年となる6月15日に開館式を開き、20日より一般公開を開始した。初代館長には石黒忠悳、主事には伊東平蔵がそれぞれ就任した。
設立当初の役員は以下の通りである。
- 石黒忠悳（陸軍軍医総監、協議員兼理事、館長）
- 横井時敬（東京帝国大学農科大学教授、協議員）
- 高田早苗（早稲田大学学長、協議員）
- 田中稲城（帝国図書館長、協議員兼理事）
- 都筑馨六（前文部・外務次官、協議員）
- 上田万年（東京帝国大学文科大学教授[注釈 3]、協議員兼理事）
- 安田善次郎（安田銀行頭取、協議員兼監事）
- 牧野忠篤（貴族院議員、協議員）
- 手島精一（東京高等工業学校長、協議員）
- 寺田勇吉（東京高等商業学校長、協議員）
- 菊池長四郎（日本橋区区会議長、協議員）
- 宮川保全（東京書籍商組合副組長、協議員兼理事）
- 大橋新太郎（博文館主、協議員兼監事）
- 大橋省吾（東京堂主、協議員）
- 坪谷善四郎（博文館編輯主幹、協議員兼理事）

東京における公共図書館としては、帝国図書館（1872年開館、国立国会図書館の前身）、帝国教育会図書館（1887年開館、千代田区立千代田図書館の前身）についで古い。なお、日本初の私立図書館とされることがあるが、誤りである。
目録にはデューイ十進分類法が採用された。
開館時の規則では、利用資格は満12歳以上、有料制で図書は1回金3銭、雑誌は1回1銭5厘（ただし、開館当初はさしあたり図書2銭・雑誌1銭に割引）、閉架式で資料の館外持出は禁止されていた。休館日は年末年始、各月末の館内整理日、紀元節（2月11日）、図書館設立記念日（6月15日）、曝書期（8-9月中のおよそ10日間）、天長節（11月3日）と定められており、それ以外は土・日・祝祭日も開館となっていた。開館時間は季節によって異なり、たとえば1月は9時 - 16時、7月は7時30分 - 17時となっていた。1903年（明治36年）8月1日より、夏季において雜誌閲覧室に限り21時までの夜間開館を実施。閲覧者は初年度は一日平均198.1人であったが、1911年度（明治44年度）には286.8人に増加した。
1903年度から奨学閲覧券発行を開始し、成績優秀な児童に対する無料閲覧制度を開始した。1911年1月からは館外貸出も始めている。
1903年8月、日本文庫協会（日本図書館協会の前身）が大橋図書館において第1回図書館事項講習会を開催した。これが近代日本における図書館学教育の始まりとされている。
1907年（明治40年）9月、伊東平蔵主事が新設される東京市立日比谷図書館（翌1908年開館、千代田区立日比谷図書文化館の前身）の主事に転出したため、博文館編輯局長で理事兼協議員の坪谷善四郎が第2代主事に就任した。だが、坪谷は博文館の職務で多忙だったため、司書兼書記の横田茂次郎が実務に当たっている。なお日比谷図書館は、東京市会議員でもあった坪谷の建議によって設立されたもので、大橋図書館から様々な形で影響を受けている。
1917年（大正6年）9月6日、石黒が館長を辞任、坪谷善四郎が第2代館長に昇任した。1922年（大正11年）7月1日、鳥井熊一郎が主事に就任。

#### 九段下時代（1926-1949年）
開館当初2万5000冊余りだった蔵書は、その後順調に増加し、1923年（大正12年）8月末までに8万8304冊（他に未製本の雑誌約1万部）に達していた。ところが、同年9月の関東大震災によって館舎が全焼し、蔵書のほとんど全てが失われてしまう。このとき、博文館が創業以来発行してきた図書・雑誌をはじめ、『帝国文庫』所収の黄表紙などの原本、尾崎紅葉・大橋乙羽・寺田勇吉の旧蔵書、黒井悌次郎からの寄贈書などが失われている。これによって図書館は存亡の危機に立たされたが、大橋新太郎の強い決意によって再建が決定された。
これより先、上六番町の館舎が手狭になっていたため、1922年（大正11年）11月、移転地として麹町区飯田町1丁目6番地（1933年の町名改正で九段1丁目3番地、現在の千代田区九段南。九段会館の向かい、現在の九段ビル附近。北緯35度41分40.6秒 東経139度45分7.9秒）を決定、1923年7月までに土地の買収と立ち退き交渉を完了していた。この九段下の地に、1925年（大正14年）から1926年（大正15年）にかけて新館が建設された。清水組の施工で、本館（建坪574.4坪）は地上3階・地下1階、書庫（建坪247.5坪）は地上5階・地下1階で、20万冊が収容可能とされていた。1926年6月15日、創立25周年記念日に復興建築落成披露会を開催、6月20日より、再収集した約4万冊の蔵書をもって一般閲覧を再開した。
1927年（昭和2年）11月23日、鳥井主事が死去。1928年（昭和3年）1月、日比谷図書館長今沢慈海の斡旋で、竹内善作が主事に就任。竹内は1929年（昭和4年）より、デューイ十進分類法に代って独自の分類法を採用している。
1930年（昭和5年）11月、児童室を復旧し、学齢前からの児童入館を認める。
1939年（昭和14年）、新書庫（地上4階・地下1階）を増築し、約25万冊が収納可能となった。
利用者数は1942年度（昭和17年）がピークで、年間317,873人（1日平均954.6人）、利用冊数538,630冊（1日平均1,617.5冊、1人あたり1.7冊）に達している。蔵書数は1944年度（昭和19年）に19万122冊に達した。利用者数が多かったのは、暖房などの設備が良かったためだという。
1944年5月5日、大橋新太郎が死去、財産は長男で博文館社長の大橋進一が相続した。ついで7月6日に坪谷館長が辞任、8月23日に竹内主事が退職。吉谷専吉が第3代館長に就任するが、終戦直後の1945年（昭和20年）9月13日に死去した。その後、主事の小谷誠一が1948年（昭和23年）11月13日に図書館長に就任しているが、翌1949年（昭和24年）11月20日に辞任している。
太平洋戦争での直接被害は受けていないが、職員不足などのため夜間開館の停止や臨時休館の増加などの影響を受けている。戦時中、私立図書館では閲覧禁止図書（憲秩紊本）は没収されることになっていたが、竹内主事はカードを抜き、本を隠して没収を免れようとしたという。それでも竹内主事退職後の1944年9月4日に「不良書」329冊を没収されるなどしている。なお、戦後もGHQによって、中国大陸、満洲、朝鮮、沖縄県の地図が没収されることになり、1946年（昭和21年）3月に『満洲国地名大辞典』など29点と参謀本部地図746枚を没収されるなどしている（日本陸軍で地図を作成する陸地測量部は参謀本部所属だった）。

#### 新宿若宮町時代（1950-1953年）
戦後、博文館の解体によって、大橋図書館は存亡の危機を迎えることになる。1947年（昭和22年）1月4日、博文館が公職追放令該当団体に認定された。10月には博文館が廃業届を出し、11月22日には大橋進一が公職追放の対象者となった。また、戦後のインフレによって財団の基金が実質的に消失してしまったことも、経営危機を招いた原因として指摘されている。
その後、図書館の規模を縮小させ、館舎の賃貸収入によって経営を図る方針となり、1948年（昭和23年）8月15日から芸術・文芸・歴史に集中した専門図書館となった。ところが1949年（昭和24年）9月、館舎が日本銀行に売却されることが決まり、9月8日をもって休館した。9月22日、日銀に館舎が引き渡される。なお、この旧館舎は、その後日本不動産銀行（1957年4月1日開業）に譲渡されている。
当初は大橋家倉庫のある三番町に移転する予定であったが、11月10日、大橋進一の意向で、新宿区若宮町38番地（北緯35度41分55.7秒 東経139度44分17.7秒 / 北緯35.698806度 東経139.738250度）にあった大橋進一の私邸への移転が決まる。1950年（昭和25年）3月3日再開。個人宅のため図書館としては使い勝手が悪く、地下書庫は湿気も多く、良い環境ではなかったという。またこの際、雑誌類5447冊が処分されている。
ところが、1950年12月15日付『読売新聞』が、大橋進一による財団法人大橋図書館の財産横領疑惑と、東京都教育庁が図書館に自発解散勧告を突きつけたことを大きく報じ、図書館の経営危機が表面化した。同記事によれば、8月に行われた都教育庁による財産検査で、旧館舎売却費5600万円のうち4200万円が使途不明となっているなどの杜撰な経営実態が明らかとなり、さらにその後、問題の5600万円を大橋進一が財団に無断で持ち出していたことが発覚した。事態を重く見た都教育庁は、大橋家が図書館の運営能力を失っていると判断し、蔵書の散逸を防ぐため、12月11日に自発的解散を勧告した。その後、蔵書の引き取り手として毎日新聞社、日本大学、日比谷図書館などの名前が挙がるが、いずれも立ち消えとなっている。
この間も閲覧は続けられており、1951年（昭和26年）4月20日には、図書館法による公立図書館の無料化に合わせて閲覧料を無料化している。
1952年（昭和27年）11月、西武鉄道の堤康次郎が買収を打診。1953年（昭和28年）1月、大橋図書館存続のため加納久朗を委員長とする「大橋図書館振興委員会」（藤山愛一郎、一万田尚登、天野貞祐、安井誠一郎らが参加）が設立される。1953年2月17日、図書館の経営権が西武鉄道に譲渡され、この日が最後の開館日となった。2月19日閉館。当初は身売りと移転に伴う一時的な閉館とされていたが、結果的にはその後、再開まで13年半もかかることになる。
閉館のきっかけとなった、大橋進一による基金持ち出しについての詳細は明らかになっていない。経理上は、1962年度になって、前年度に根津育英会から寄付された4863万余円をもって相殺することで解決されている。

### 三康図書館

#### 豊島園での再開計画
当初、西武鉄道では豊島園内の施設を改修して図書館に当てる計画で、1953年4月上旬には再開される見込みと報じられていた。しかし、翌1954年（昭和29年）2月の時点でも、堤康次郎の衆議院議長就任（1953年5月）や西武百貨店の拡張事業などのために資金繰りがうまくゆかず、再開できないと報じられている。1954年4月13日、財団事務所を豊島園内に移転。

#### 芝公園地紛争と三康文化研究所の設立
三康文化研究所設立のきっかけとなったのは、芝公園の土地をめぐる西武鉄道と増上寺の紛争である。
芝公園地一帯は江戸時代には増上寺の寺領であったが、明治4年1月5日（1871年2月23日）の社寺領上知令により国有地となり、そのうち徳川家墓地所27,080坪（約89,500平方メートル）のみが、明治4年9月の東京府告示によって徳川宗家に払い下げられていた。1948年（昭和23年）、増上寺は境内地を国から無償で譲与される。一方、西武鉄道は1950年（昭和25年）から数回に分けて、徳川宗家当主徳川家正から、徳川家の土地をホテル建設用地として買収した。ところがこの際、西武鉄道側が、徳川家所有地27,080坪のうち23,349坪（約77,200平方メートル）を買い取ったと主張したのに対し、関東財務局と増上寺は、徳川家所有地の実面積は20,233坪（約66,900平方メートル）だと主張した。すなわち6,847坪（約22,600平方メートル）分の食い違いが生じたのである。この原因は、関東財務局による国有財産の管理が杜撰で、実測が行われていなかったためだと推定される。1954年6月、西武鉄道が駐車場の建設工事を開始し、増上寺側がこれに抗議したため、問題が表面化する。
1957年（昭和32年）7月9日、西武鉄道社長小島正治郎（堤康次郎会長の娘婿）、徳川家正、増上寺法主椎尾弁匡の三者による和解契約書が交わされた。合意の内容は、西武の土地を芝公園1号地（現在の住所表記では芝公園4丁目8番、ザ・プリンス・パークタワー東京）と3号地（同・3丁目3番、東京プリンスホテル）、増上寺の土地を2号地（同・4丁目7番）にそれぞれ集約すること、西武が国際観光ホテルを建設すること、紛争になっていた土地を文化施設して共同利用することとし、共同で「財団法人三康文化研究所」と、幼稚園・小学校を経営する「学校法人三康学園」を設立すること、などであった。財団法人と学校法人の設立にあたっては、土地使用権を増上寺、建設資金を西武鉄道がそれぞれ提供し、両者から同数の理事を出す、と定められた。しかし、西武鉄道と増上寺の相互不信のため、財団法人の設立は大幅に遅れ、実際に設立されたのは7年後であった。なお、学校法人の設立はその後立ち消えになっているが、理由は不明である。
この三康文化研究所設立のため、旧大橋図書館蔵書が利用されることになったのである。1957年8月11日、芝公園2号地2番地に三康文化研究所が設立され、大橋図書館はその附属図書館となることになった。11月22日、財団法人大橋図書館は財団法人三康図書館と改称し、翌年1月から芝公園の研究所本館に大橋図書館旧蔵書の搬入を開始した。1959年（昭和34年）12月25日、財団事務所を豊島園内から三康文化研究所内に移転。1960年（昭和35年）3月、図書館書庫が完成する。財団法人申請前にもかかわらず西武鉄道が準備を急いだのは、ホテル着工の条件を整えるために既成事実を作るためだったといわれる。
1964年（昭和39年）6月15日、財団法人三康図書館は解散を決議。6月30日、三康文化研究所が財団法人の認可を受ける。9月1日、財団法人三康図書館の残余財産が三康文化研究所に引き渡される。このとき引き継がれた資料は18万603冊であり、旧大橋図書館蔵書のほとんどが散逸せずに引き継がれたことになる。11月13日、開所式。所長には椎尾弁匡、研究指導員には中村元（東京大学文学部長）ら、在室研究員には石上善應（大正大学助教授）、小野泰博（大正大学講師）、峰島旭雄（早稲田大学助教授）がそれぞれ就任した。なお、堤康次郎は同年4月に没している。

#### 開館後
1966年（昭和41年）10月12日、財団法人三康文化研究所附属三康図書館が開館した。
1979年（昭和54年）4月10日、増上寺の境内整備計画に伴い、芝公園4丁目7番4号に新設された明照会館に移転。
2013年（平成25年）4月1日、公益法人制度改革に伴い、財団法人三康文化研究所は公益財団法人に移行した。
2000年7月、ホームページを開設。2019年10月25日にはリニューアルした。また、2018年6月15日からはFacebook、2019年6月24日からはTwitterを運用している。2021年7月2日からはホームページ上で書庫VR動画を公開している。